# Предопределение
Предопределе́ние (лат. praedestinatio или praedeterminatio) — религиозное представление об исходящей от воли Бога предустановленности событий истории и человеческой жизни. В религии — предварительная заданность жизни человека, его спасения или осуждения в вечности волей Бога. Идея предопределения имеет особое значение в монотеистических религиях, поскольку с точки зрения большинства монотеистов всё существующее определяется волей Бога (в том числе и зло), поэтому проблема предопределения соприкасается с проблемой Теодицеи. Однако не все монотеисты разделяют такую позицию. Похожие понятия: предвидение, провидение, судьба, промысл Божий — с одной стороны; самоопределение, спонтанность воли, свобода человека — с другой стороны. Предопределение — одно из основных религиозных понятий, включающих в себя противопоставление абсолютной воли Бога и свободы человека.

## Древний мир
Понятие предопределения существовало уже в античные времена. Олимпийские боги в Древней Греции подчинялись высшему закону, олицетворением которого были богини судьбы Мойры.
Греческий героический эпос и трагедии Софокла являют основную проблематику предопределения — человек противостоит воле богов и неизменно проигрывает. Отсюда фатализм античного миросозерцания.
Пример предопределения и судьбы можно найти в истории царя Кира Великого (его будущее увидел во сне его дед Кир I). В то же время идея предопределения сочеталась у греков и римлян с мыслью, что сознательная деятельность человека всё же может иметь значение. Так у Полибия в его «Всеобщей истории» постоянно подчёркивается роль судьбы, но разорвать круг всё же можно, особенно если у власти встанет выдающийся человек. Корнелий Тацит в одной из книг размышляет над проблемой «определяются ли дела человеческие роком и непреклонной необходимостью или случайностью», приводя различные мнения на этот счёт, одно из которых гласит, что богам нет ни малейшего дела до смертных, другое — что жизненные обстоятельства предуказаны роком, но не вследствие движения звёзд, а в силу оснований и взаимосвязи естественных причин. Но большинство смертных считает, что их будущее предопределено с рождения. Таким образом, для мировоззрения греков и римлян была характерна двойственность, а не полный провиденциализм.

## Предопределение в христианстве
Предопределение — один из труднейших пунктов религиозной философии, связанный с вопросом о божественных свойствах, природе и происхождении зла и об отношении благодати к свободе (см. Религия, Свобода воли, Христианство, Этика).
Существа нравственно свободные могут сознательно предпочитать зло добру; и действительно, упорное и нераскаянное пребывание многих во зле есть несомненный факт. Но так как всё существующее, с точки зрения монотеистической религии, окончательным образом зависит от всемогущей воли всеведущего Божества, то, значит, упорство во зле и происходящая отсюда гибель этих существ есть произведение той же божественной воли, предопределяющей одних к добру и спасению, других — ко злу и гибели.
Для разрешения этих споров было точнее определено на нескольких поместных соборах православное учение, сущность которого сводится к следующему: Бог желает всем спастись, а потому абсолютного предопределения или предопределения к нравственному злу не существует; но истинное и окончательное спасение не может быть насильственным и внешним, а потому действие благости и премудрости Божией для спасения человека употребляет с этой целью все средства, за исключением тех, которыми упразднялась бы нравственная свобода; следовательно, разумные существа, сознательно отвергающие всякую помощь благодати для своего спасения, не могут быть спасены и по всеведению Божию предопределены к исключению из царства Божия, или к погибели. Предопределение относится, следовательно, лишь к необходимым последствиям зла, а не к самому злу, которое есть лишь сопротивление свободной воли действию спасающей благодати.
Вопрос здесь решён, таким образом, догматически.

### Предопределение вБиблии
В Библии содержится целый ряд фрагментов, которые в той или иной степени относятся к идее предопределения. Так в Псалмах можно прочитать о том, что предопределена судьба каждого человека и всего человечества в целом: «в Твоей книге записаны все дни, для меня назначенные, когда ни одного из них ещё не было» (Пс. 138:16).
Значительное место идея предопределения занимает в Новом Завете у апостола Павла, который говорит о том, что «кого Он предузнал, тем и предопределил (греч. προώρισε) быть подобными (συμμόρφους) образу Сына Своего» (Рим. 8:29). Далее Павел пишет, что за предопределением следует призвание (ἐκάλεσε), оправдание (ἐδικαίωσε) и прославление (ἐδόξασε) (Рим. 8:30). Также о Христе: «От века Он был предопределён принести Себя в жертву» (Деян. 17:31).
Греческий глагол προορίζω (предопределять) появляется только в Новом Завете: один раз в Деян. 4:28, пять раз у апостола Павла (Рим. 8:29, 30; 1Кор. 2:7; Еф. 1:5, 11); в русском переводе он два раза передаётся глаголом «предназначать» — (1Кор. 2:7; Еф. 1:11).
Существительное «предопределение» нигде не употребляется, однако встречаются термины: «замысел», «изволение» (πρόθησις, βουλή), предведение (πρόγνωσις), напр.: «избранные по предведению Бога Отца» (1Петр. 1:1); избрание (ἐκλογή) — «Бог от начала… избрал» (2 Фес. 2:13). Однако у апостола Павла это действие Божие является важным элементом его понимания замысла Творца. Апостол Павел пишет: «Со страхом и трепетом совершайте своё спасение, потому что Бог производит в вас и хотение и действие по Своему благоволению» (Флп. 2:12).

### Предопределение в раннем христианстве
Идея предопределения тесно связана с доктриной спасения, то есть с вопросом о том, каким образом человек участвует в своём спасении — с помощью своей воли или только принимая Божественную благодать. Идея абсолютного предопределения впервые появляется у блаженного Августина как реакция против пелагианства, дававшего человеческой свободе такое широкое значение, при котором не оставалось места не только действию, но и предвидению со стороны Бога. Сам Августин сопровождал своё учение о предопределении различными смягчительными оговорками. Основным текстом Августина о предопределении считается «О предопределении святых».
Блаженный Августин полагал, что первородный грех в корне извратил духовные силы человека, что зло неодолимо для него без помощи Божией. Августин пришёл к убеждению, что в деле спасения свободная воля человека не играет существенной или даже вообще какой-либо роли. Свободной воли у человека после грехопадения в строгом смысле вообще не существует. Спасение же совершается исключительно всемогущим действием божественной благодати. Августин опровергал главный тезис полупелагианцев, что человек обретает веру в сотрудничестве с Богом. Такое понимание веры для Августина означало то, что человек присваивает себе то, что принадлежит Богу. Тот, кто хочет выступать «соработником Бога», принижает благодать Божью, желая заслужить её. Вера есть дар Божий. А если человек не способен сам уверовать, то Бог Сам должен избрать, кому дать веру и кого спасти. А значит, избрание не обусловлено ничем, что Бог мог предвидеть в человеке, ничем, кроме воли Божией. С точки зрения Августина избрание состоит не в том, что Бог предвидел, кто откликнется на евангельский призыв, и тех предопределил ко спасению, а в том, что Бог предопределил неспособных уверовать грешников к тому, чтобы дать им веру и тем самым спасти их.
Пелагианская ересь названа по имени своего основателя монаха Пелагия родом из Бретани. Возникла в конце IV века. Пелагий написал ряд сочинений, где утверждал, что неодолимого греха не существует. Пелагианцы проповедовали свободу воли и выбора, по мнению ортодоксальной церкви, преуменьшая тем самым роль Божественной благодати. Отрицали божественное предопределение. Считали, что первородный грех не может иметь принципиального значения для человеческого рода, ибо является личным делом самого Адама, поэтому грехопадение не до конца извратило положительные качества человека и, таким образом, природа человека не является изначально грешной. Пелагианство вызвало в V веке большие споры в Церкви на Западе.
На Карфагенском Соборе 419 года были приняты 8 правил «против ереси Пелагия и Целестия» (правила 123—130 в «Книге правил святых Апостолов, святых Соборов Вселенских и поместных, и святых отец»), и пелагианство было окончательно признано ересью.
Однако споры о соотношении человеческой воли и благодати не прекратились. В 20-е годы V в. в Южной Галлии, в Марселе появилось так называемое Полупелагианство — учение о благодати и свободе, примыкающее скорее не к Пелагию, а к учителям церкви до Августина, и приближающееся к православному. Полупелагианство особенно распространялось среди монахов, для которых вопрос стяжания благодати при помощи личной аскезы стоял более чем актуально. Представителями этого учения были преподобные Викентий Леринский и Иоанн Кассиан, который учил, что Божественное предопределение одних к спасению, других к погибели основывается не на безусловной воле Божией, а на Божественном предведении, примут люди благодать или нет, то есть Бог избирает людей ко спасению на основании предузнанной веры. Тем самым Иоанн Кассиан предпринял попытку занять позицию между Августином и Пелагием.
Полупелагианцы утверждали, что для первоначального акта веры благодать не нужна. Первородный грех ухудшил изначальную природу человека, но не настолько, чтобы он не мог желать и не мог быть способным после падения делать добро. В то же время полупелагианцы не допускали, чтобы человек мог спастись без благодати. Благодать сообщается человеку только в том случае, когда он прилагает максимальные усилия для того, чтобы стать достойным её. Такое учение придавало монашеству особый статус, особенно в аспекте его аскетической практики.
По сути, это учение представляет собой православное учение о синергии, 13-е собеседование преп. Кассиана считается классическим его выражением.
В последние десятилетия V века полупелагианство было представлено в лице наиболее выдающегося учителя Южной Галлии, Фавста из Риеца, который одинаково восставал как против Пелагия, так и против опасных заблуждений учения о предопределении Августина. Фавст в своём учении ещё менее зависит от Августина, чем Иоанн Кассиан. Он учил о том, что в вере как знании и стремлении воли к самосовершенствованию заключается обусловленная первичной благодатью заслуга; ей сообщается спасающая благодать, и её совместная с волей деятельность создаёт истинные заслуги. Вера как первичная заслуга. Полупелагианство было признано правильным на соборе в Арле в 475 году, но на соборе в Оранже в 529 году, одновременно с утверждением учения Августина, полупелагианство было определено как материальная ересь, то есть неумышленное заблуждение в важных вопросах веры.
Одобрение со стороны папы Бонифация II увеличило авторитет постановлений собора в Оранже, с которыми считался и Тридентский собор. Выдвинутые там пункты согласуются с учением Августина, но ясное учение о предопределении отсутствует (предопределение к греху отвергается и предаётся анафеме), также не отведено достаточно места внутреннему процессу, совершаемому благодатью, который у Августина больше всего подчёркивался. Таким образом, на одном из сложнейших и неоднозначных понятий богословия была поставлена точка. Однако такая неопределённость побуждала богословов делать очередные попытки развития темы предопределения.
В средние века появляется учение о двойном предопределении. Готшальк (ум. 868) учил, что существует двоякое предопределение — не только ко спасению, но и к погибели (praedestinatio gemina ad vitam et ad mortem), из чего следовало, как обвиняли его противники, бессилие таинств, добрых дел и бессмысленность повиновения церкви и её распорядкам. Его учение было признано ересью.

### Предопределение в протестантизме, католицизме и православии
Новое развитие концепция предопределения получила в эпоху Реформации. Для Лютера идея предопределения была оборотной стороной учения об оправдании и обоснованием для уверенности в спасении. Лютер, как и другие реформаторы, считал, что можно быть уверенным в своём спасении. И эта уверенность есть признак горячей веры, так как спасение основано не на человеческих способностях, а на верности Божией Своим милостивым обещаниям. «Формула Согласия» побуждает верующих «правильно и с пользой для дела думать или говорить о вечном избрании или предопределении и предназначении чад Божьих к вечной жизни». 

Другой великий реформатор Меланхтон в 30-е годы XVI в. отказался от идеи жёсткого детерминизма в предопределении. Он настаивал на том, что человек должен принять божественную любовь как свободный дар Бога. Он называет три действующие причины обращения — Слово Бога, Святой Дух и человеческую волю. Эта концепция часто подвергалась критике, поскольку в ней усматривали идею о том, что человек способен содействовать собственному спасению.
Позднее лютеранство оставило в стороне взгляды Лютера на Божественное предопределение, изложенные им в 1525 г., и предпочло развиваться в рамках свободного человеческого отклика Богу, а не суверенного Божественного избрания конкретных людей. Для лютеранства конца XVI в. «избрание» означало человеческое решение возлюбить Бога, а не Божественное решение избрать определённых людей.
Основную идею Реформации о бессилии человечества и всемогуществе Бога абсолютизировал Жан Кальвин. Учение Кальвина о предопределении является одним из аспектов его доктрины спасения, которую он считал развитием августинианских взглядов. Кальвин излагает свою доктрину предопределения в третьей книге «Наставлений в христианской вере» издания 1559 г. как один из аспектов доктрины искупления через Христа. Предопределение, по Кальвину, должно рассматриваться в правильном контексте. Оно является не «продуктом человеческих размышлений, а тайной Божественного откровения» ("Наставлений в христианской вере"I.ii.2; III.xxi.1-2). Кальвин исходил из понятия об избранничестве человека Богом (ср. Еф. 1:4). Вера, деятельное стремление к святости полностью обусловлены не свободой человеческого выбора, но непостижимым и милосердным Божественным избранием. «Природа избрания состоит в том, что чистая благость Бога сделала досягаемым для нас спасение» («Женевский катехизис»). А поскольку Бог вечен, то вечно и это избрание. Поэтому, одни люди предопределены к вечному блаженству, другие — к вечному проклятию. Утверждая абсолютную власть Бога, Кальвин подчёркивает активное участие Бога в творении будущего состояния человека. Предопределение поэтому является «вечным повелением Божиим, которым Он определяет то, что Он желает для каждого отдельного человека. Он не создаёт всем равных условий, но готовит вечную жизнь одним и вечное проклятие другим». Человек, существо греховное и непослушное, не отвергнут Богом, но должен уповать на вечное спасение, которое не может быть основано на достоинствах человека. Человек ничего не может сделать для своего спасения. Однако, несмотря на существование предопределения к погибели, человек не может знать, кто избран погибнуть. 

Феноменологически можно увидеть только спасающихся — тех, кто уверовал во Христа, — поскольку время спасения каждой личности индивидуально. Кроме того, нет чёткого критерия принятия Христа, поэтому уверенность в спасении проистекает из индивидуальной веры в свою избранность. С одной стороны, здесь нивелируется свобода воли, с другой стороны человек (в случае приятия Христа) получает уверенность в своём спасении, а заодно и ослабление чувства ответственности за каждый конкретный поступок. Единственное дело, которое может и должен человек делать (после принятия Христа) — проповедовать Христа, нести благую весть, с помощью чего происходит выявление других избранных, составляющих Божий народ. Реформатская доктрина об избранности и предопределении была ведущей силой экспансии Реформатской Церкви в семнадцатом веке. Доктрина предопределения по Кальвину давала ответы также на вопросы социального порядка. Например, проблема несправедливости в распределении материальных и духовных даров среди людей решалась сведением к Божественному предопределению, которое основано на суверенной и неподвластной человеческому пониманию воле Бога.
Позже в протестантской среде учение Кальвина оспаривалось и критиковалось, однако основной круг проблем и понятий сохранил свою актуальность до сего дня (К. Барт, Р. Нибур). Позже учение Кальвина развивали такие теологи как Пётр Мартир Вермильи и Теодор Беза, которые акцентировали тему «избранничества».
В начале XVII в. голландский теолог Якоб Арминий (1560—1609) выступил против основных тезисов Кальвина. В 1610 арминиане обратились к церковным властям с представлением (remonstrantia), которое считается изложением доктрины арминиан, или ремонстрантов. Они выступили против пяти пунктов учения Голландской церкви: 1) о двойном предопределении — к спасению или погибели — в результате свободного акта Божественной воли; 2) о том, что избранный непременно спасётся, а осуждённый — погибнет; 3) о том, что Христос умер только ради избранных ко спасению; 4) о том, что Бог даёт благодать только избранным ко спасению; 5) о том, что получившие спасающую благодать никогда её не утрачивают. В 1618—1619 реформатский синод в Дордрехте официально осудил учение арминиан. Реформатское социальное мировоззрение в этот период было основано на кальвинистской концепции богоизбранности и «завета благодати». Реформатские общины рассматривали себя как новый Израиль, новый народ Божий, который находится в особых отношениях с Богом — отношениях Завета. Понятие завета как договора человека с Богом с последующим разделением ответственности (верность человека Богу и верность Бога Своим обетованиям) даёт широкие основания для дальнейших социально-политических преобразований в протестантском обществе (напр., понятие общественного договора Гоббса и т. д.).
Католическая реакция на протестантское учение о предопределении была явлена на Тридентском соборе.
На шестом заседании Тридентского собора 1547 г. был утверждён Декрет об оправдании. Тридентский собор настаивал на том, что «никто не может знать с определённостью веры, не подверженной ошибкам, получили ли они благодать Божию или нет». По теме предопределения собор в общем подтвердил определения Оранжского собора 529 г.
Восточная (православная) церковь миновала полемику вокруг предопределения. Св. Иоанн Златоуст использовал вместо понятия «предопределение» понятие «предвидение» Бога, затем Иоанн Дамаскин учил о том, что «Бог все предвидит, но не все предопределяет». В православной традиции закрепилось воззрение о том, что Бог хочет спасения всех людей, однако Он не определяет их ко спасению, оставляя, таким образом, место для свободной воли человека.
Современное католическое богословие придерживается тенденции отождествлять предопределение с понятием «предназначение». Например, Иоанн Павел II: «Эти слова существенным и достоверным образом разъясняют, в чём состоит то, что на языке христианства мы называем „предопределением“ или „предназначением“ (лат. praedestinatio)» («Верую в Бога Отца»). В понятии «предназначение» акцент переносится на призыв Бога к спасению. Призыв, который может остаться без ответа со стороны человека. Тем самым подчёркивается свободная воля человека в определении своей вечной участи.

## Предопределение висламе
В исламе существует несколько точек зрения касательно вопроса предопределения.
1) Полное предопределение. Например, джабрииты утверждают, что все наши деяния предопределены Аллахом, в том числе и наши грехи.
Коран 33:36 «Не подобает верующему делать выбор в решении какого-либо вопроса, когда этот вопрос решён Аллахом и Его посланником».
Коран 2:272 «Он ведёт прямым путём того, кого захочет».
2) Свобода воли. Например, мутазилиты полагают, что человек волен выбирать все и независим от Аллаха.
3) Промежуточное между двумя вышеперечисленными. Например, имамиты убеждены, что человеку в этом отношении свойственна золотая середина, и тому они приводят следующие доказательства:
Коран 10:99 «Если бы Аллах пожелал, то уверовали бы все, кто живёт на земле. Ведь никто не уверует вопреки своему желанию, и ты [Мухаммад] не сможешь заставить верить в истину».
Человеку предоставляется выбор: быть верующим или нет, убивать или нет, раздавать милостыню или не делать этого, но это не означает полную независимость от Бога. Ведь если все предопределено, то вовсе нецелесообразно было бы отправлять пророков к людям. Зачем им разглашать истину, если все уже решено за них?
Что касается того, что грехи установлены Аллахом, то такие убеждения выводят из ислама, по этому поводу есть аят в Коране:
Коран 6:148 "Многобожники, оправдывая своё многобожие, запрещение той пищи, которую разрешает Аллах, и отрицая то, что ты сообщил им о гневе Аллаха над ними из-за их нечестивости, скажут: «Многобожие, запрещение разрешённого были по желанию Аллаха. А если бы Он захотел, чтобы было по-другому, ни мы, ни наши предки не могли бы оставаться многобожниками, и мы бы не запрещали из того, что разрешено Им». Их предки не верили в Откровение, переданное им через посланников, точно так же, как эти не признают тебя, и продолжали оставаться в своём заблуждении, пока не были наказаны Нами! Скажи (о Мухаммад!) этим, не признающим тебя: «Есть ли у вас правдивое доказательство того, что Аллах одобряет ваше многобожие и запрещения, чтобы нам его показать? Вы следуете только за вашими ложными измышлениями, которые не заменят истину. Вы говорите неправду».

## Критика предопределения
Среди богословов до сих пор не найдено единого мнения относительно доктрины предопределения. Многие христианские авторы считают, что предопределение Богом каких-либо людей к осуждению противоречит принципам «Бог есть Любовь» и «Бог любит миловать грешников». Х. Л. Борхес, заострив доктрину предопределения, предлагает следующее рассуждение:

Для христианина жизнь и смерть Христа — центральное событие мировой истории; предыдущие столетия готовили его, последующие — отражали. Ещё из земного праха не был создан Адам, ещё твердь не отделила воды от вод, а Отец уже знал, что Сын умрёт на кресте. Вот Он и создал землю и небо как декорацию для этой грядущей гибели. Возможно также, что железо было создано ради гвоздей, шипы — ради тернового венца, а кровь и вода — ради раны.